# Huernia quinta
Huernia quinta ist eine Pflanzenart aus der Unterfamilie der Seidenpflanzengewächse (Asclepiadoideae).

## Merkmale
Huernia quinta bildet stammsukkulente, grau-grüne, aufrecht stehende oder aufsteigende, oft leicht verdrehte, relativ dicke Triebe, die im Durchschnitt bis etwa 7 cm hoch und etwa 2 cm dick werden. Im Querschnitt sind sie 4 bis 5-rippig und dicht mit schmutzig-cremefarbenen, bis etwa 4 mm langen Warzen besetzt. Die Blattrudimente sind hart, weißlich und ausdauernd. Die Blüten zeigen mit der Blütenöffnung aufwärts. Gelegentlich sind zwei bis drei Blüten gleichzeitig geöffnet. Manchmal sitzen an einem Blütenstiel auch zwei Blüten; dieser ist meist kürzer als 1 cm. Die Kelchblätter messen 5 × 1,5 mm. Die Blütenkrone hat einen Durchmesser von min. 2,0 bis max. 3,5 cm, meist 2,5 bis 3 cm. Sie ist kesselförmig mit einem ausgebreiteten Rand und ausgestreckten, teilweise leicht zurückgebogenen Zipfeln. Innen ist die Blüte weiß oder cremeweiß, die Blütenröhre ist getüpfelt mit roten Punkten, die leicht fünfeckige Öffnung der Röhre weist einige wenige konzentrische, teilweise unterbrochene rote Linien auf. Der Durchmesser der Röhre beträgt 0,7 bis 1 cm. Die Zipfel sind dreieckig und leicht zugespitzt. Sie sind an der Oberseite dicht papillös. Die Papillen sind abgeflacht konisch oder halbkugelig, gelegentlich besetzt mit einer bis 1 mm langen Borste. Die Nebenkrone ist cremefarben bis hellbraun, gelegentlich auch mit brauen Stellen. Sie misst 3 bis 4 mm im Durchmesser und ist 4 bis 5 mm hoch. Die interstaminalen Nebenkronenzipfel sind recht kurz, gekerbt bis gezähnt. Die staminalen Nebenkronenzipfel sind rund 1 mm breit mit einem stumpfen Ende. Sie treffen sich über dem Griffelkopf. Die Oberfläche ist mit sehr feinen, abgestumpften Warzen besetzt. Der Griffelkopf ist konisch und weist basal eine transverse Furche auf. Die Pollinien sind bräunlich mit einer etwas dunkleren Keimzone.

## Geographische Verbreitung
Die Art kommt in der Republik Südafrika in den Provinzen Limpopo und Mpumalanga vor.

## Taxonomie und Nomenklatur
Die Art wurde von Edwin Percy Phillips zuerst als Varietät von Huernia scabra beschrieben. Alain Campbell White und Boyd Lincoln Sloane haben sie als eigenständige Art erkannt. Derzeit werden zwei Varietäten unterschieden:
- Huernia quinta var. quinta und
- Huernia quinta var. blyderiverensis L. C. Leach; die Blüte dieser Varietät ist etwas größer mit Querlinien und quer verlaufenden Punktreihen, die Öffnung der Blütenröhre ist leicht eingeengt und die Borsten auf der Oberseite der Kronblätter sind kürzer.